# Sderot
Sderot (ebraica שׂדרות, semnificație: bulevard, alee) este un oraș în Israel în Șesul Litoralului (Mishor Hahof), în   Districtul de Sud în nord-vestul deșertului Neghev, la 13 kilometri sud-est de orașul Ashkelon, la est de kibuțul Nir-Am și la nord de așezarea Ghevim, foarte apropiat de granița cu nord-estul Fâșiei Gaza, 11 kilometri nord-est de orașul Gaza  . A fost înființat în 1951 și a fost declarat oraș în 1996.În anul 2021 avea o populație de 30.553 locuitori.
Fiind la o distanță de circa un kilometru de Fâșia Gaza și de orașul palestinian Beit Hanun din acest teritoriu, (punctul cel mai apropiat din Sderot se află la 840 metri de frontieră), Sderot a fost începând din anul 2001 o țintă însemnată a atacurilor cu rachete Qassam și obuze lansate de organizațiile înarmate palestiniene din Fâșia Gaza, mai ales Hamas și aliata acestuia,Jihadul Islamic Palestinian.  

## Numele
Denumirea ebraică Sderot - șiruri, bulevard, provine de la Sderot Haekaliptus -șirurile de eucalipți de-a lungul șoselei Neghevului 232 (ulterior șoseaua principală 30) la ale căror plantări de către Fondul Național Evreiesc (Keren Kayemet)  li s-a dat de lucru primilor locuitori 
Numele trebuia să simbolizeze efortul de plantare de copaci, de combatere a deșertificarii și de înfrumusețare a peisajului arid local.
Cuvântul ebraic sderot („sderot arazim”) apare în Biblie în Cartea Regilor I (în Septuaginta Regi III) 6:9 și a fost tradus prin „scânduri”, cu referință la zidirea Templului din Ierusalim.
„וַיִּבֶן אֶת-הַבַּיִת, וַיְכַלֵּהוּ; וַיִּסְפֹּן אֶת-הַבַּיִת גֵּבִים, וּשְׂדֵרֹת בָּאֲרָזִים”
„Și a zidit el templul și l-a terminat și a pardosit templul cu scânduri de cedru”

## Istorie

### Războiul arabo-israelian din 1948-1949
Înainte de Războiul de Independență al Israelului a existat în zonă un sat arab palestinian numit Najd (نجد).După istoricul palestinian Walid Khalidi, locuiau acolo,  în 82 case, 422 țărani arabi, care cultivau cereale, banane și citrice..În cursul războiului, la scurt timp înaintea invaziei egiptene, la 12-13 mai 1948 Brigada Neghev a armatei israeliene pe cale de formare, a izgonit pe locuitorii satelor Najd și Sumsum, în scopul facilitării apărării în fața înaintării forțelor egiptene spre Israel după 15 mai 1948. După încă două săptămâni, în timpul confuntării cu invazia egipteană, israelienii au evacuat și satul Huj, aflat în zonă, și care fusese considerat înainte relativ „prietenos” în timpul confruntării între evrei și autoritățile mandatare britanice .Locuitorii satelor Najd și Huj s-au refugiat în Fâșia Gaza, intrată sub controlul Egiptului.

### Statul Israel

#### Secolul al XX-lea
Maabará
După terminarea războiului, zona a rămas parte a Israelului, care, în prima jumătate a anului 1951 a creat în apropierea fostului sat Najd, între anii 1951-1954 o maabara, o tabără,  numită la început Ghevim-Dorot și care a cuprins 70 corturi pentru imigranți evrei din Kurdistan și Iran. În iulie 1953 tabăra era, în întregime, populată, locuitorii având de lucru, iar cei 94 copii ai lor învățau în școală. În 1954 s-a decis crearea unei localități permanente, "orășel de dezvoltare", în ale cărei case urmau să se mute locuitorii taberei și încă 200 noi imigranți evrei. Denumirea „orășel de dezvoltare” (ayeret pituah) a rămas multă vreme un termen eufemistic, ca în cazul multor așezări urbane din periferia Israelului, populate cu noi imigranți evrei, mai ales din lumea arabo-islamică, și care au suferit de șomaj, sărăcie și sentimente de frustrare.
Așezare definitivă și consiliu local
În iulie 1955 locuiau în fosta maabará 90 familii având 400 suflete.
Din februarie 1955 au fost așezate în localitate familii numeroase de imigranți din Africa de Nord, mai ales din Maroc, în mai mică măsură din Tunisia, apoi, și din România. 
În iulie 1956 locuiau în așezare 500 familii, din care 2/3 noi imigranți din Africa de Nord. Sderot a fost, inițial, destinat sa fie centrul de servicii al așezărilor Consiliului regional Shaar Haneghev (Poarta Neghevului). Dar era lipsit de un nucleu de populație mai înstărită și de o planificare fizică și economică.
În 1956 așezarea, a obținut statutul de consiliu local   
La recensământul din 1961 imigranții din Africa de Nord, majoritatea lor din Maroc, formau 87% din populație. 11% erau din Kurdistan.
În 1968  s-au numărat  6500 locuitori, din care 85% originari din Maroc, 7% din România și alte țări. 
În acel an a sosit emisarul (shaliakh) rabinului din Lubavici, Moshe Zeev  și soția Sima Pizam, care au înființat în oraș un „Beit Habad” și alte instituții ale hasidismului Habad. 
Vreme de mulți ani Sderot a suferit mari dificultăți economice și sociale și de o rată înaltă de migrație negativă.În 1975 orașul a numărat 8500 locuitori, iar în 1980 tot atât. 
În 1987 un grup de tineri kibuțnici veniți din kibuțuri înstărite, impreună cu un număr de familii de orășeni, salariați de diverse profesii au creat din veniturile lor un fond financiar comun și au pus la Sderot bazele așa numitului kibuț urban Migvan. Acesta a numărat în 1994 20 membri și 6 copii.. 
În anii 1990 Sderot a integrat și circa 11,000 imigranți din fosta Uniune Sovietică, mai ales evrei din Caucaz și din Asia Centrală, mai ales Uzbekistan. Au sosit și imigranți din Etiopia, populația localității dublându-se . Câțiva palestinieni din Fâșia Gaza, care au colaborat cu serviciile de securitate israeliene Shin Bet, au fost și ei reașezați în localitate. 
Oraș
În 1996 Sderot a fost recunoscut drept oraș. 
Lipsa de locuri de muncă suficiente a dus la creșterea șomajului și a sărăciei. La sfârșitul anilor 1990 Sderot s-a numărat printre cele mai sărace localități evreiești din Israel.
La începutul anilor 2000 s-a elaborat un plan de construcție unui nou cartier cu 1000 unități locative.

#### Secolul al XXI-lea

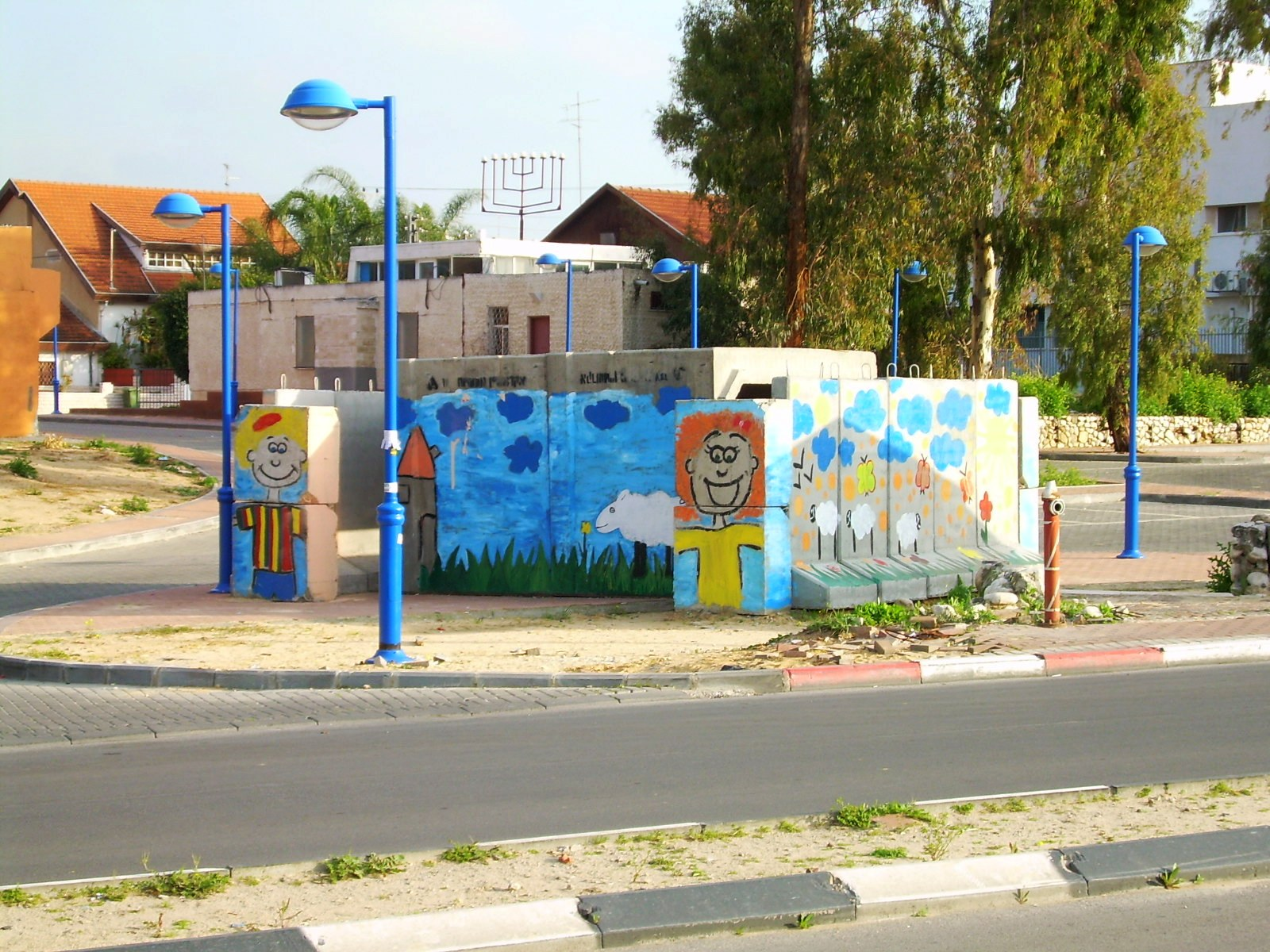
Intrarea intr-un adăpost antirachete la Sderot

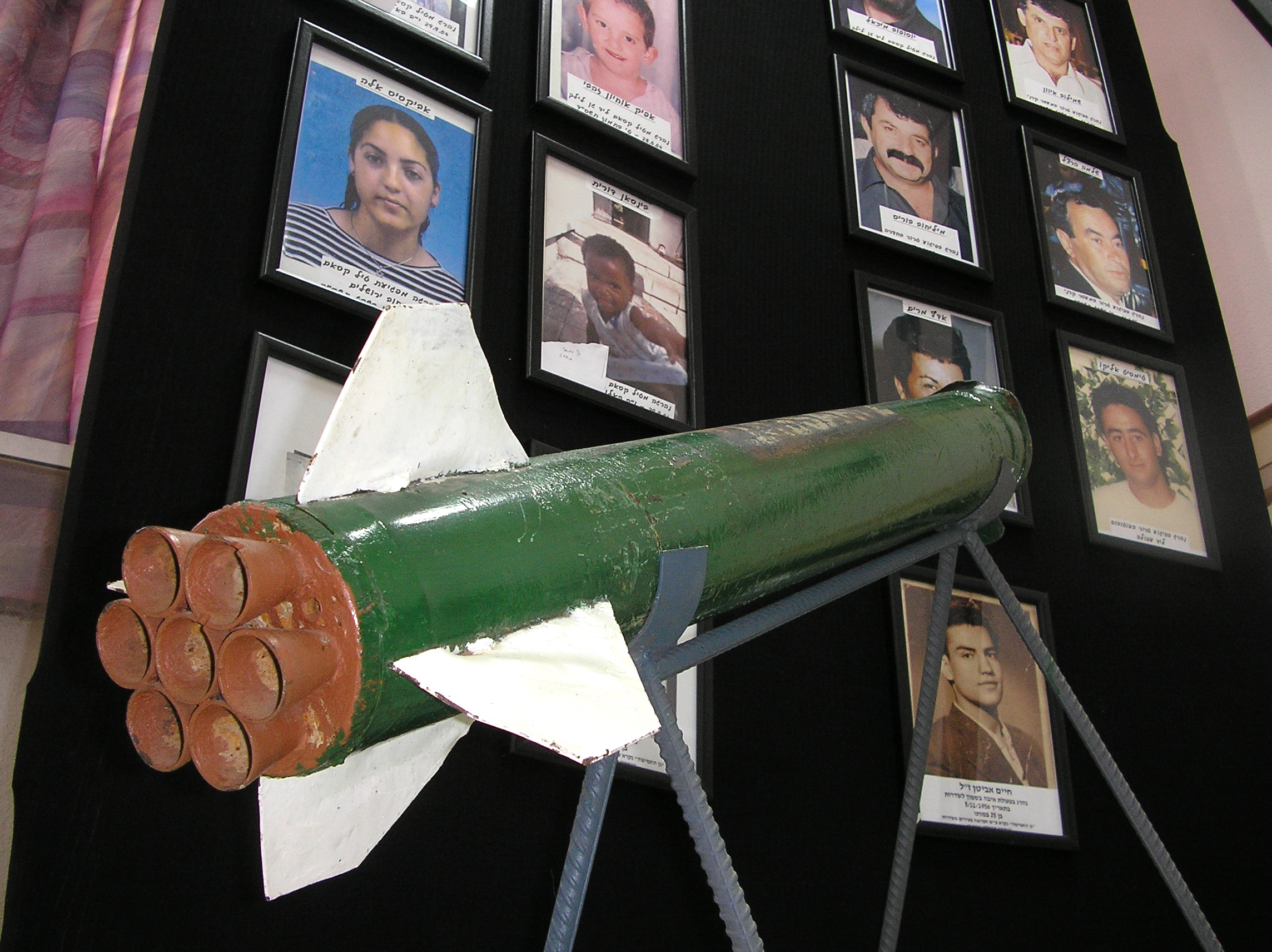
O rachetă palestiniană Qassam si fotografiile celor 13 locuitori omorâți de atacurile cu rachete ale teroriștilor din Fâșia Gaza, expuse la Primăria orașului Sderot în 2009

În jurul anului 2001 locuitorii așezării includeau 40% originari din Africa de Nord, 48% originari din Europa de est și fosta U.R.S.S.și 12% originari din alte țări.
În 2009 populația orașului a fost de 19.400 locuitori, din care mulți originari din Maroc, iar 7.871 imigranți evrei din fosta URSS și Comunitatea Statelor Independente. Dintre aceștia din urmă circa 2.000 (2006) erau „evrei munteni", veniți din Caucaz în anii 1990, mai ales din Derbent (Daghestan), Groznâi (Cecenia) și Azerbaidjan. 
Începând din 2001, în stadiul de debut al Intifadei a Doua, Sderot a devenit o țintă preferată a atacurilor cu rachete și obuze de mortiere din Fâșia Gaza. Atacurile s-au intensificat după dezangajarea Israelului și evacuarea coloniștilor israelieni din Fâșia Gaza în 2005. S-a intensificat o migrație negativă de locuitori din localitate.
În ciuda impreciziei rachetelor palestiniene provenite din Fâșia Gaza, ele au cauzat pierderi de vieți și răniri, precum și daune semnificative cartierelor din Sderot, precum și un permanent distres psihologic. Guvernul israelian a instalat în apropiere sisteme de apărare contra rachetelor de tipul Iron Dome (Kipat Barzel), precum și sistemul de alarmă „Alerta roșie” (Tzeva Adom) care avertizează cetățenii orașului înaintea căderii rachetelor, ei având la dispoziție 7-15 secunde pentru a-și găsi un adăpost.
În mai 2007 o creștere însemnată a tirurilor de rachete spre Sderot a necesitat evacuarea temporară a câtorva mii de locuitori  (3.000 din cei 22.000. Între mai - noiembrie 2007 palestinienii au lansat din Fâșia Gaza 6311 rachete asupra orașului Sderot.
La 21 martie 2008 senatorul democrat american Barack Obama a vizitat Sderot și cu această ocazie, se pare că intenționat, după o perioadă de pauză, palestinienii din Hamas au tras rachete spre oraș și au lovit o grădiniță, care, însă, era închisă din cauza sărbătorii de Pesah, și de aceea, nu au fost victime omenești.
În cursul Operațiunii de apărare și represalii Plumbul topit între decembrie 2008-ianuarie 2009 școlile și grădinițele din Sderot au trebuit sa fie închise, deoarece erau ținte ale rachetelor și obuzelor lansate din Fâșia Gaza. În acea perioadă au căzut câte 50-60 rachete pe săptămână.
În iulie 2014 orașul a fost atacat de un număr mare de rachete și obuze.
Israelul a lansat atunci în iulie-august 2014 Operațiunea Tzuk Eitan (Stâncă trainică) în cursul căreia Hamasul a continuat lansarea de rachete și proiectile asupra localității. Tirurile de rachete și obuze s-a reluat în  mai-iunie 2018, când, pentru prima dată, case din Sderot au fost lovite de focuri de artilerie precum și de zmei incendiari
În tot cursul anului 2021 Sderot a suferit în mod permanent de atacuri cu rachete și tiruri dinspre Fâșia Gaza vecină. Focul s-a întețit în mai 2021 în cursul Operațiunii israeliene de ripostă Shomrei Homot (Păzitorii zidurilor) când sute de rachete de diverse tipuri (inclusiv Grad) s-au abătut asupra locuitorilor orașului. Una din ele a lovit frontal un bloc de locuințe și a omorât un copil de șase ani care se afla în adăpostul locuinței alături de membrii familiei.
În cursul operațiunii Maghen vahetz (Scut și săgeată) din 2023 alte valuri dese de rachete au fost trase asupra orașului de către palestinieni înarmați din Fâșia Gaza .

#### 7 octombrie 2023
În timpul sărbătorii evreiești de Simhat Tora în dimineața zilei de sâmbătă 7 octombrie în cadrul atacului supriză Potopul Al Aksa lansat pe uscat de regimul Hamas de la Gaza, contra localităților de graniță pe teritoriul Israelului, paralel cu atacuri cu rachete și obuze, zeci de teroriști din Hamas au ocupat puncte din orașul Sderot, au omorât circa 50 de locuitori și 20 polițiști din oraș, au răpit două persoane și au cucerit stația de poliție a orașului. 15 din civilii uciși erau pasagerii unui minibus turistic pentru bătrâni care se oprise din cauza unei pene de cauciuc.Într-un alt incident au fost omorâți membri ai familiei Swissa și un arab israelian, Amer Abu Sabila, care a salvat doi copii din această familie. Israelienii au recucerit stația de poliție după lupte care au durat până duminică 8 octombrie.
În zilele Războiului Săbiilor de Fier care a urmat atacului Hamasului din 7 octombrie, au continuat numeroase atacuri cu rachete și obuze asupra Sderotului. La 15 octombrie Israelul a evacuat temporar peste 30.000 locuitori ai orașului în hoteluri mai îndepărtate de frontieră. Circa 10% din locuitori au ales să rămână în oraș.În martie 2024 s-a permis redeschiderea școlilor după cinci luni de evacuare.

## Politică și administrație
Orașul a fost uneori un simbol al periferiei Israelului cu accent pe populația evreiască originară din Orientul Apropiat. Aceasta se reflectă în expresia „Masuda din Sderot”, în ebraică - Masuda miSderot), ca prototip al femeii din popor.
Yehonatan Ifrah a fost primar (președinte al Consiliului local)  și deputat în Knesset din partea Partidului Muncii. Amir Peretz a fost și el primar, ulterior lider al Partidului Muncii, ministru al apărarii, al economiei etc. A continuat să locuiască la Sderot și în zilele in care a fost membru al guvernului. Primarul de după 2016, Alon Davidi a fost membru în partidul de dreapta Yamina, dar a părăsit partidul, în urma divergențelor cu liderul acestuia, Naftali Bennett.
La Sderot locuiește și rabinul Arie Gamliel, care a fost deputat in Knesset din partea Partidului Shas. 

### Primari
- 1962-1971 - Yehonatan Ifrakh
- 1983-1988 - Amir Peretz
- – 2007 Eli Moyal
- 2008 – 2013 David Buskila
- 2013 –  Alon Davidi

### Cartiere
Sderot este împărțit în 12 cartiere:
- Neot Aviv (cartierul Nir-Am)
- Neot Simha Moyal
- Neot Hameyasdim
- Neot Dekel
- Brit arim (Neve Eshkol)
- Shkhunat Ben Gurion (Shkhunat Kasdor)
- Neot Haavivim (loc pentru situatii excepționale)
- Shkhunat Hamuzika
- Shkhunat Haahuzá

Cartiere în construcție:
- Sderot bapark
- Shkhunat Hatzamarot

## Demografia
După datele Oficului Central de Statistică al Israelului în anul 2006 au locuit la Sderot 19.800 locuitori.
Populația orașului după grupe de vârstă:
| Vârsta(în ani) | Procentul în populație % |
| -------------- | ------------------------ |
| 0-4            | 8,8%                     |
| 5-9            | 8,9%                     |
| 10-14          | 7,9%                     |
| 15-19          | 7,7%                     |
| 20-29          | 17,6%                    |
| 30-44          | 18,9%                    |
| 45-59          | 17,4%                    |
| peste 60       | 12,8%                    |

Evoluția demografică: Oficiul Central de Statistică.

#### Date sociale
Potrivit OCEI, în anul 2000 în oraș erau 6.301 de angajați și 367 de lucrători privați. Salariul mediu lunar al orașului pentru angajați a fost de 3.845 NIS. Salariul mediu al bărbaților a fost de 4.911 noi șekeli, iar cel al femeilor a fost de 2.665 noi șekeli. Venitul mediu al lucrătorilor privați a fost de 5.378 NIS. 603 persoane au beneficiat de ajutor de șomaj și 3.183 de ajutor social.
În anul 2008 salariul mediu la Sderot a ajuns la 5261 șekel 

## Economia
În anii 1990 compania Hollandia International producătoare și exportatoare de saltele și-a mutat centrul de producție la Sderot. În 2008 s-a mutat din oraș din cauza atacurilor cu rachete din Fâșia Gaza.

În 1981 s-a deschis fabrica de produse alimentare Osem, care a angajat 480 lucrători și a produs produse din cereale, macaroane, prafuri de supa, sosuri etc.
Fabrica Menorah Candle exportă lumânări de Hanuka. 
Și compania Nestle are un centru de cercetare și dezvoltare la Sderot.  
Compania de high tech Amdocs a deschis și ea o întreprindere în zona industrială.

## Obiective însemnate și atracții turistice
- Centrul fondatorilor (Beit Hameyasdim) - muzeu
- Cinemateca Sderot - deservește cinefilii dintr-un teritoriu reprezentând 75% din suprafața Israelului; 400 locuri în două săli. Înființată în decembrie 1999 din inițiativa prof. Haim  Bereshit și a primarului Eli Moyal [13]
- Colegiul academic Sapir
- Piața orașului - primul centru comercial din 1958 - băcănia Hapina shel Sasson Sara
- Casa HaUlielim - cu prima cafenea din oraș - Cafe Matatiya; casa unde s-a născut cântărețul Haim Uliel
- Beit Habad
- Mavokh Myriam - Labirintul Myriam - un parc cu plante aromatice și producătoare de condimente
- Pădurea Beeri
- Punctul de observație -  în cartierul Haahuza, deasupra șoselei 34

## Învățământul
Potrivit OCEI, în oraș sunt 14 centre de învățământ și 3.578 de elevi și studenți. Există 11 școli primare cu 2.099 de elevi și 6 școli medii și gimnaziale cu 1.479 de elevi. În 2001, 56,5% dintre absolvenții de liceu au absolvit cu dreptul la diplomă de bacalaureat.
În oras funcționează Colegiul Academic Sapir, precum și Yeșivat Hesder Sderot.

## Orașe înfrățite

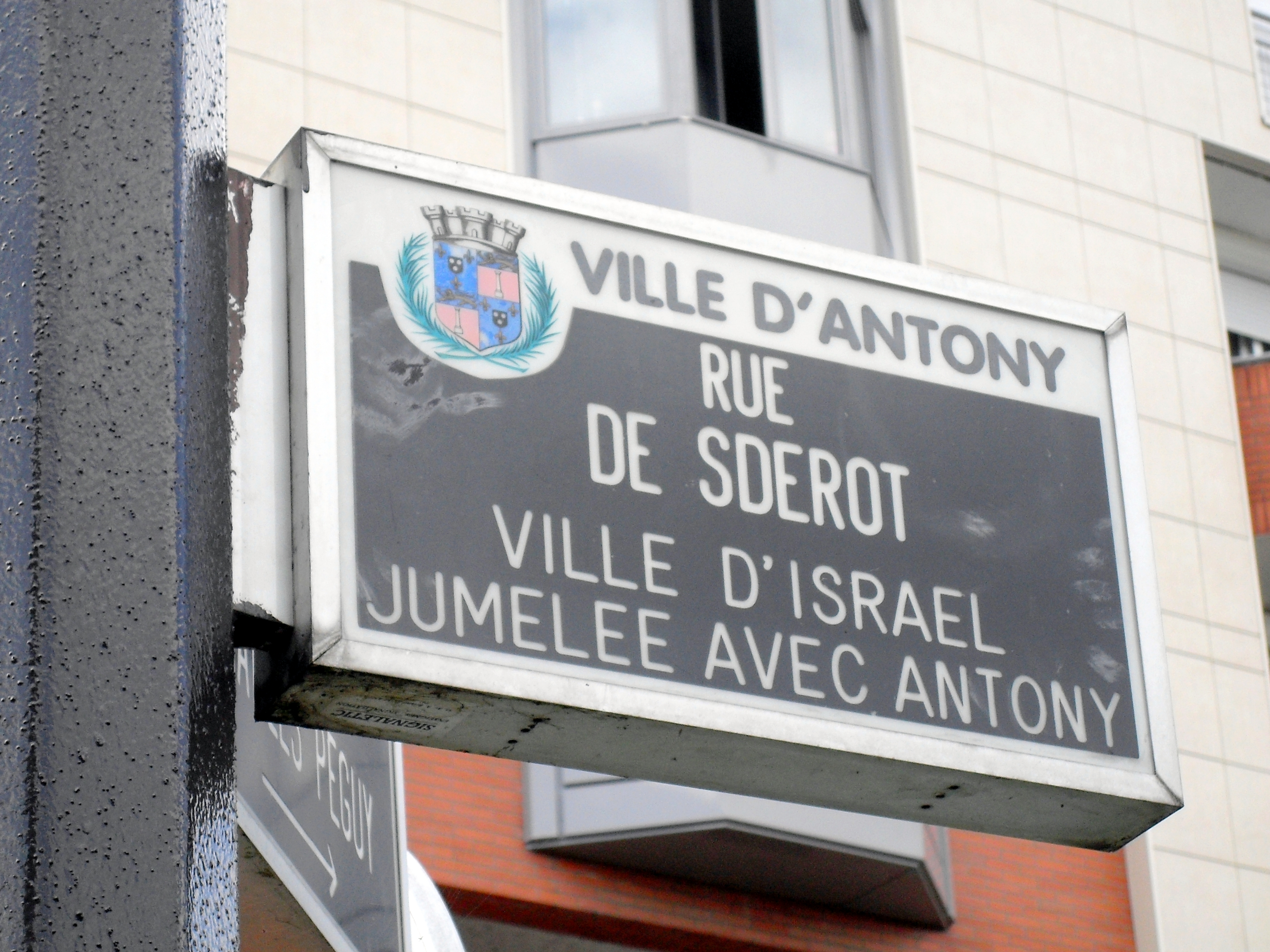
Strada Sdérot în localitatea franceză Antony.

- Antony, Franța (din 1984)
- Steglitz-Zehlendorf, Germania (din 1975) , district din Berlin

## Personalități
- Shimon Adaf, scriitor israelian
- Amir Peretz, lider sindical și laburist israelian, a fost primar la Sderot, secretar general al Histadrutului, ministru al apărării în guvernul Ehud Olmert (2006-2007), ministru al economiei,
- Formația rock Knessiat Hasekhel (Biserica minții) condusă de Yoram Hazan
- Kobi Oz, cântăreț de muzică ușoară, întemeietor al formației de muzica pop Teapacks
- Maor Cohen, cântăreț de muzică pop
- Miri Bohadana (Buhadana), top model
- Haim Uliel, cântăreț de muzică pop si folk, fondator al formației Sfatayim

## Galerie

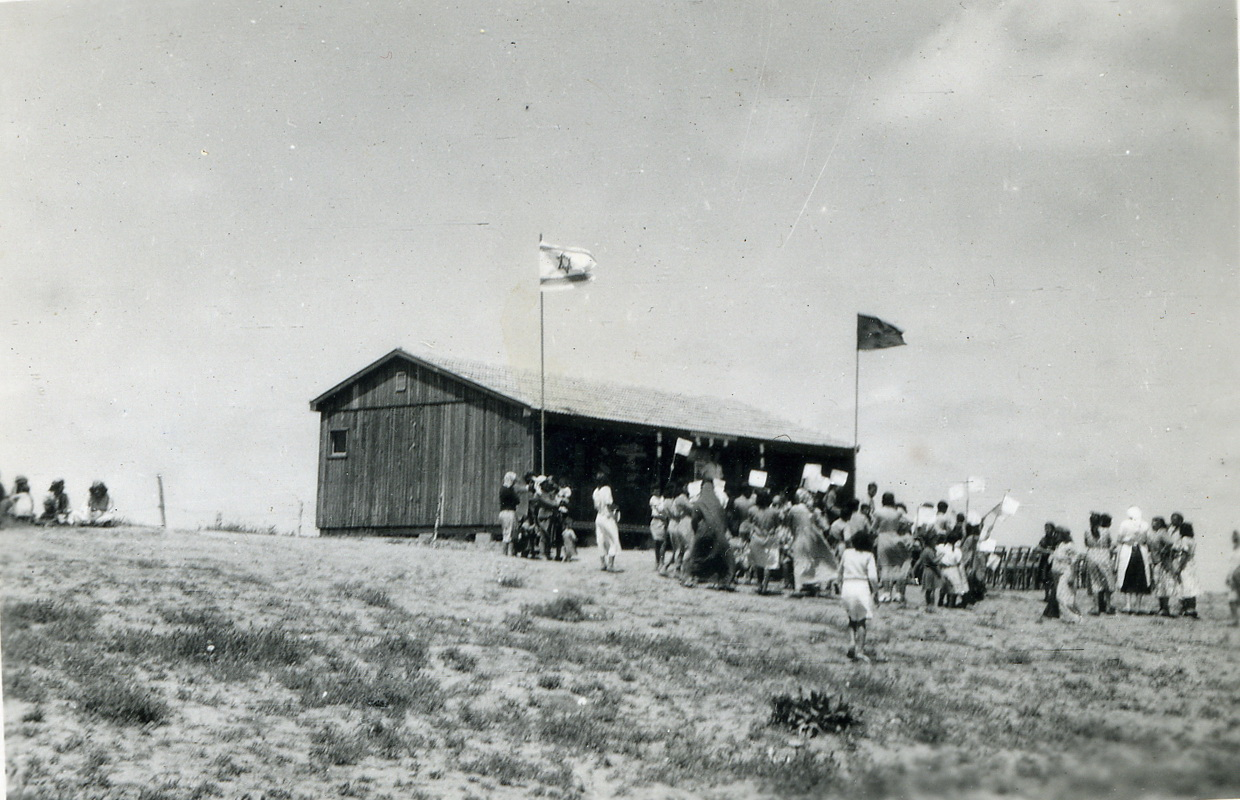
Sărbătorirea Zilei naționale a Israelului la o școală din Sderot în anii 1950
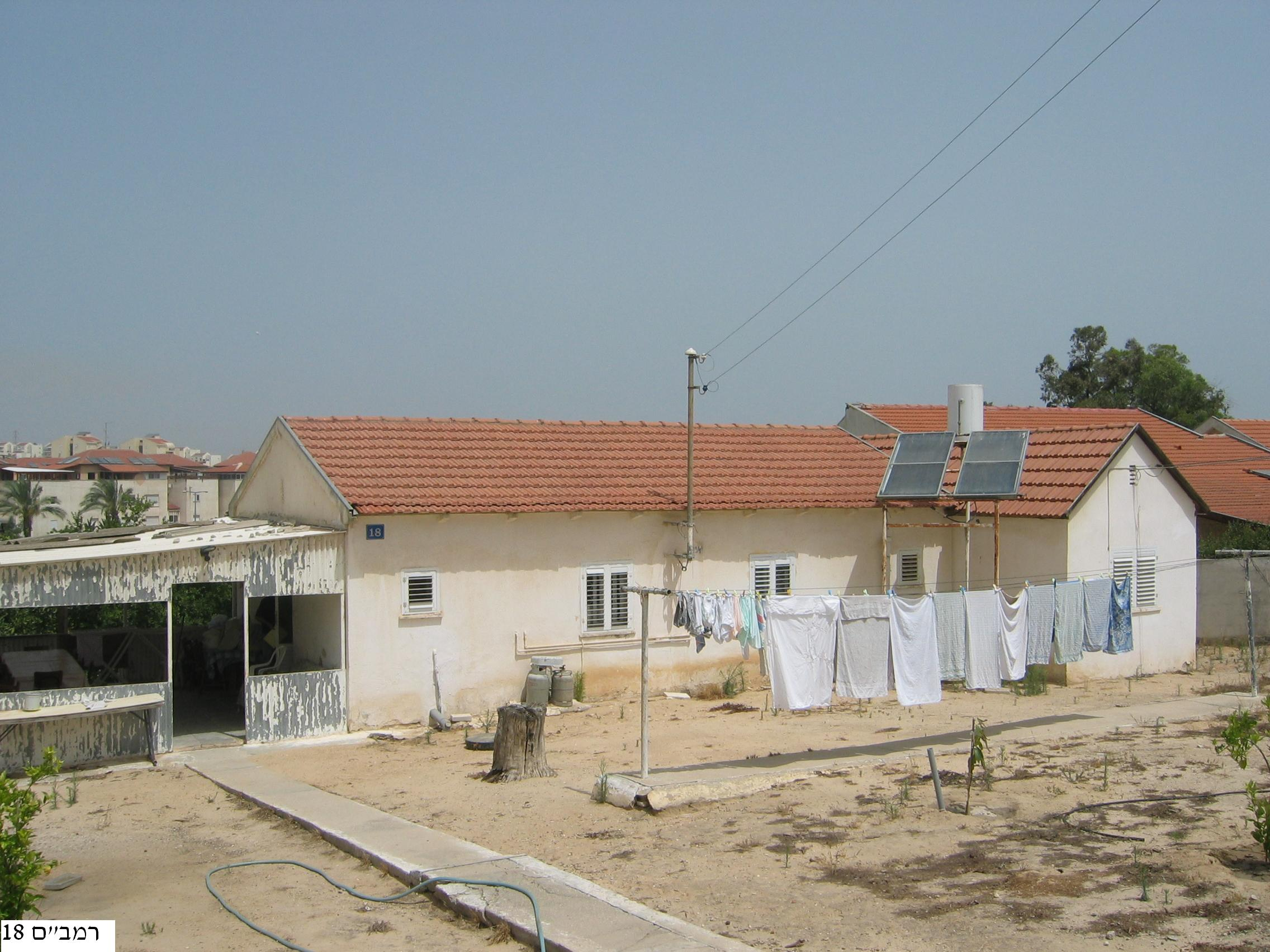
Primele case din Sderot
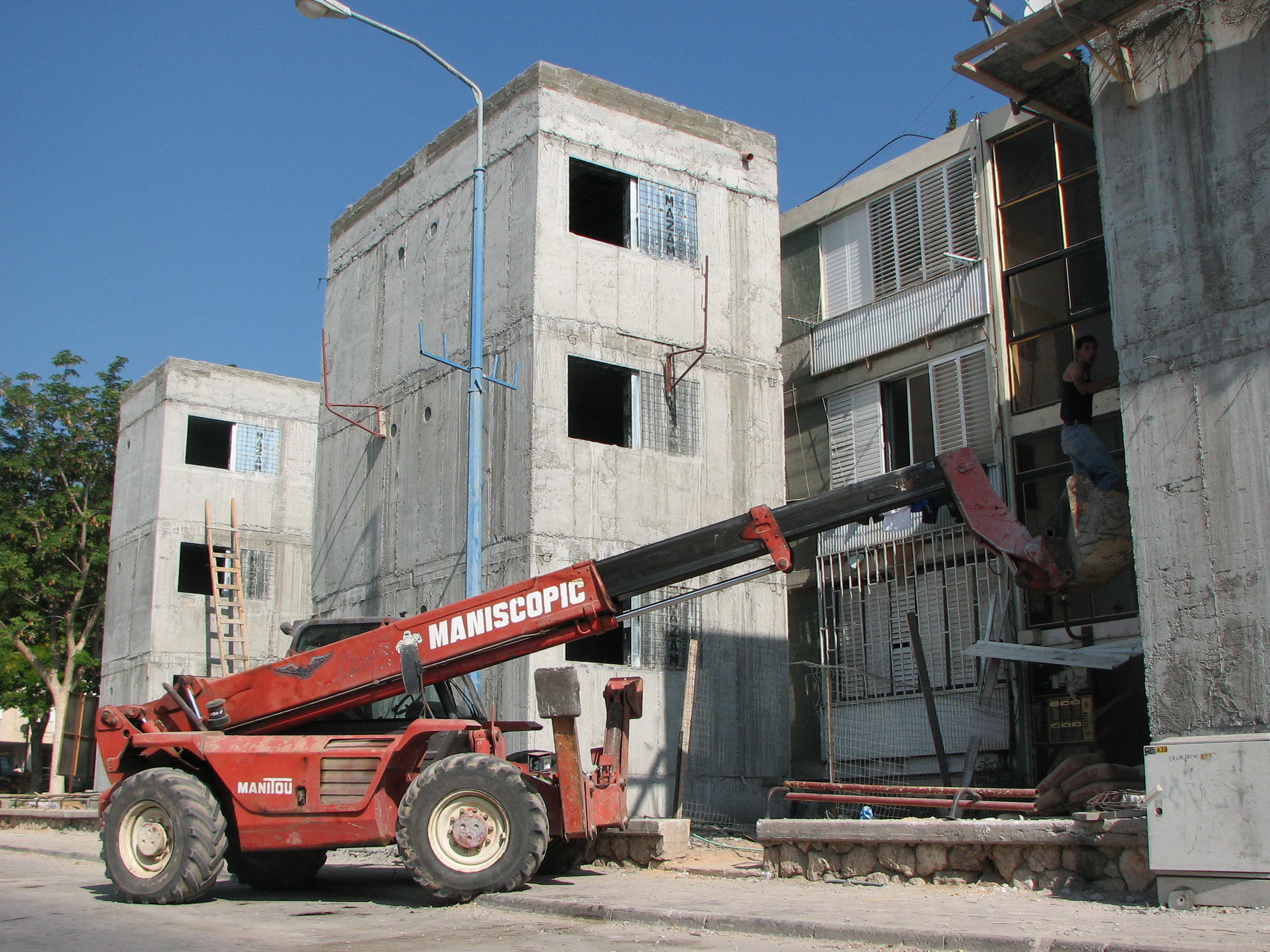
Construirea unor adăposturi civile într-o clădire din Sderot
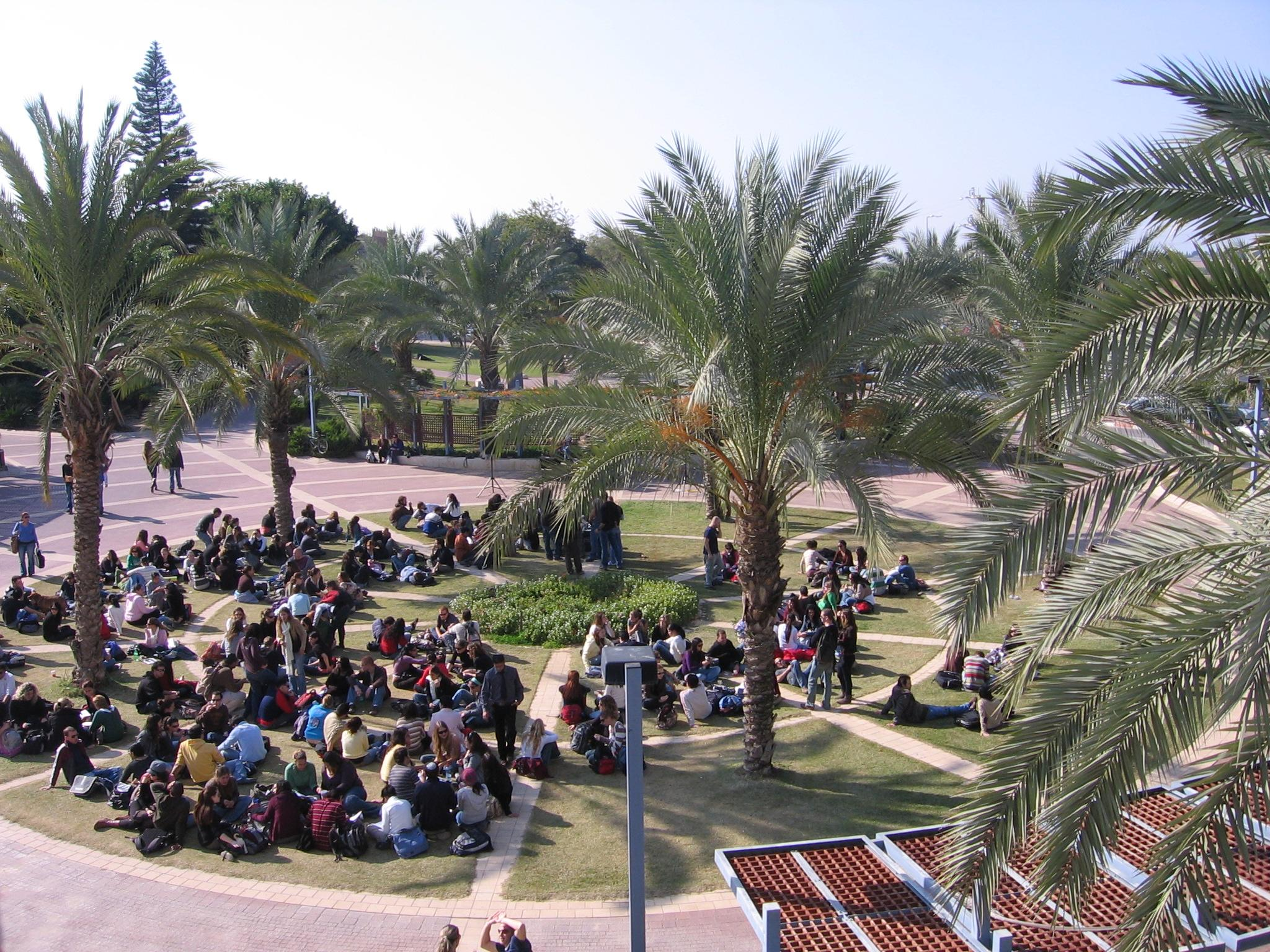
Imagine din campusul Colegiului Academic Sapir din Sderot în anul 2007
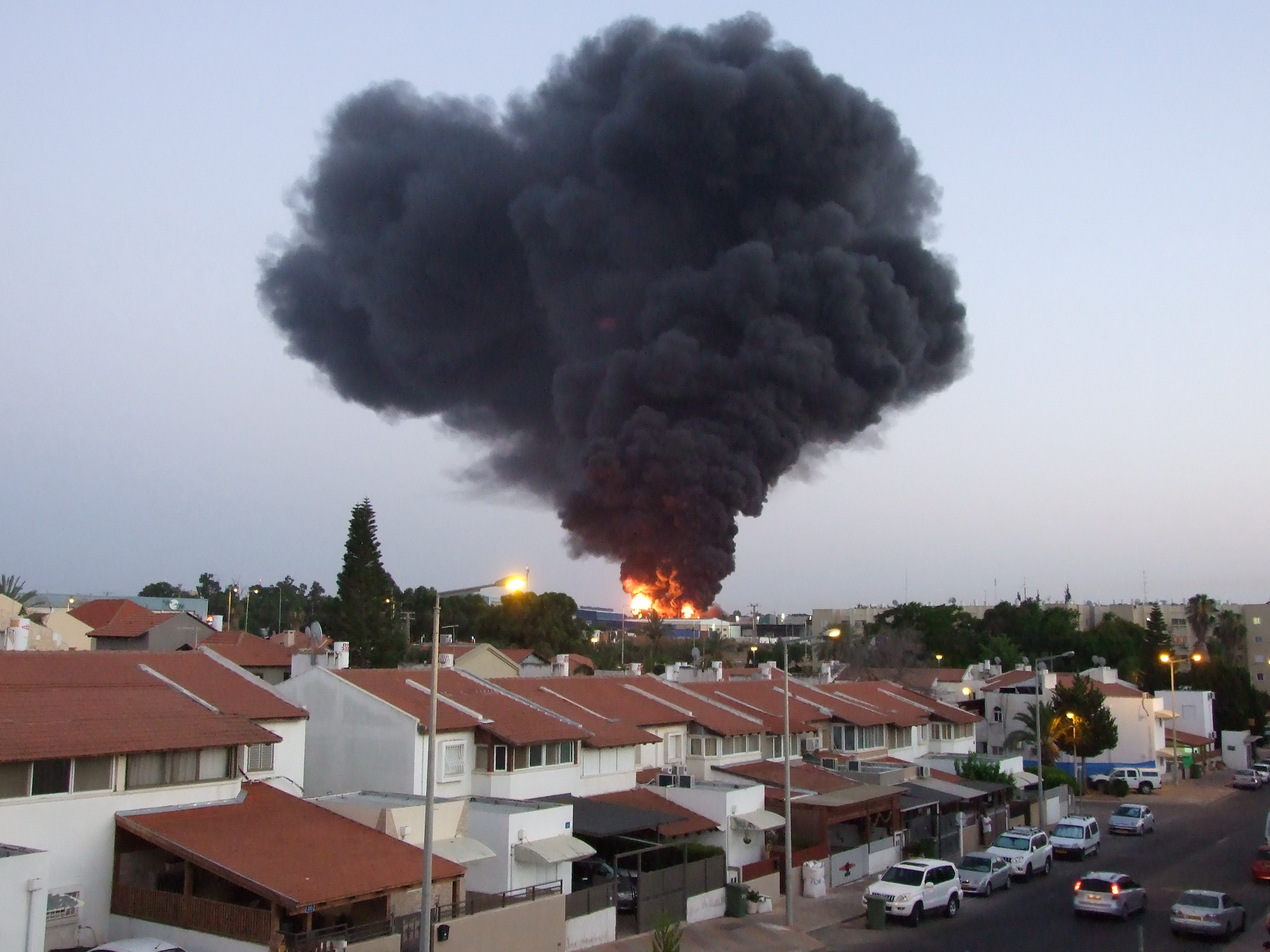
O fabrică din Sderot arde fiind lovită de o rachetă din Fâșia Gaza
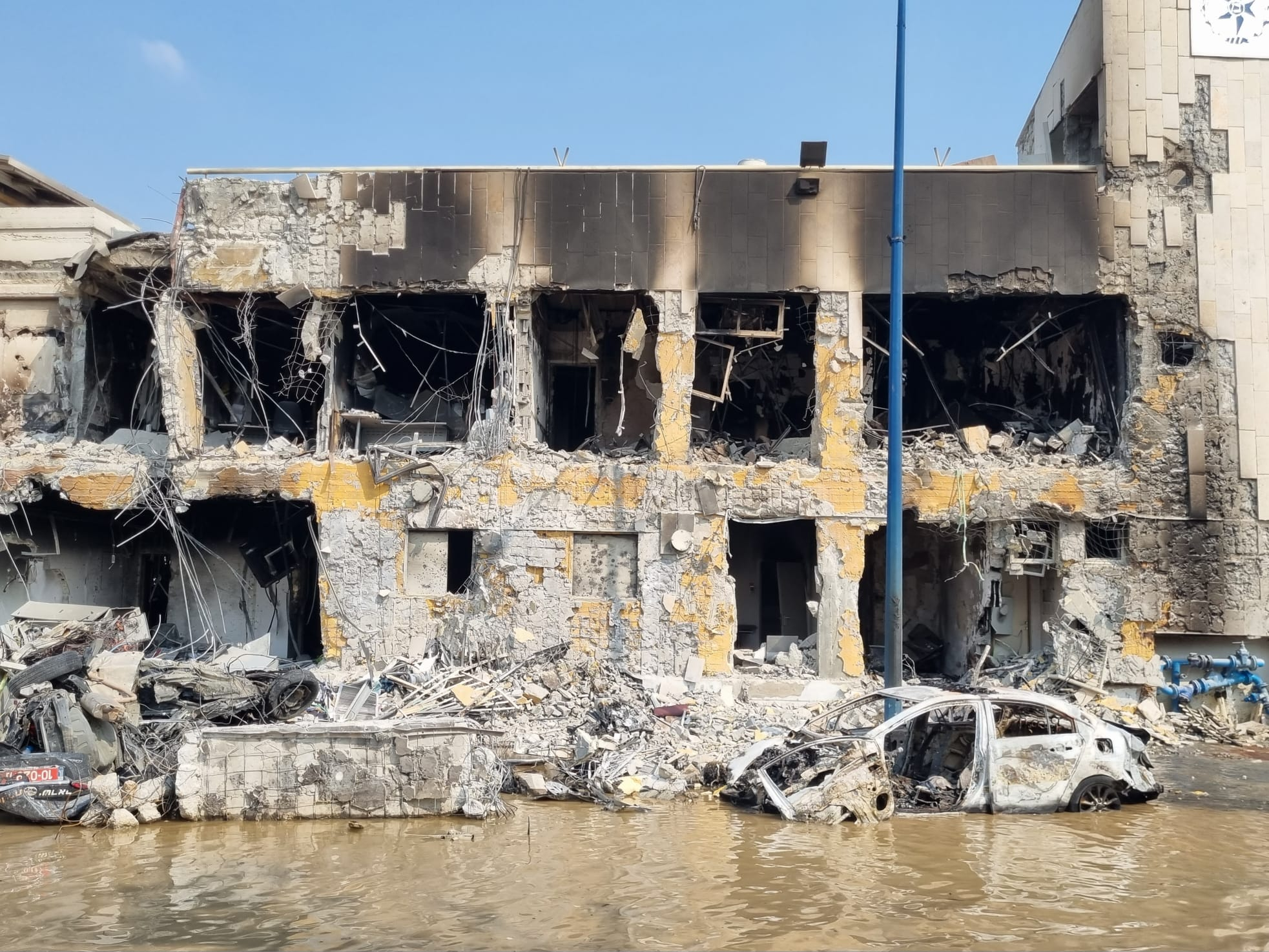
Ruinele stației de poliție din Sderot după luptele dintre teroriștii Hamas care au ocupat-o și polițiști și militari israelieni în octombrie 2023